# 奧波雷茨

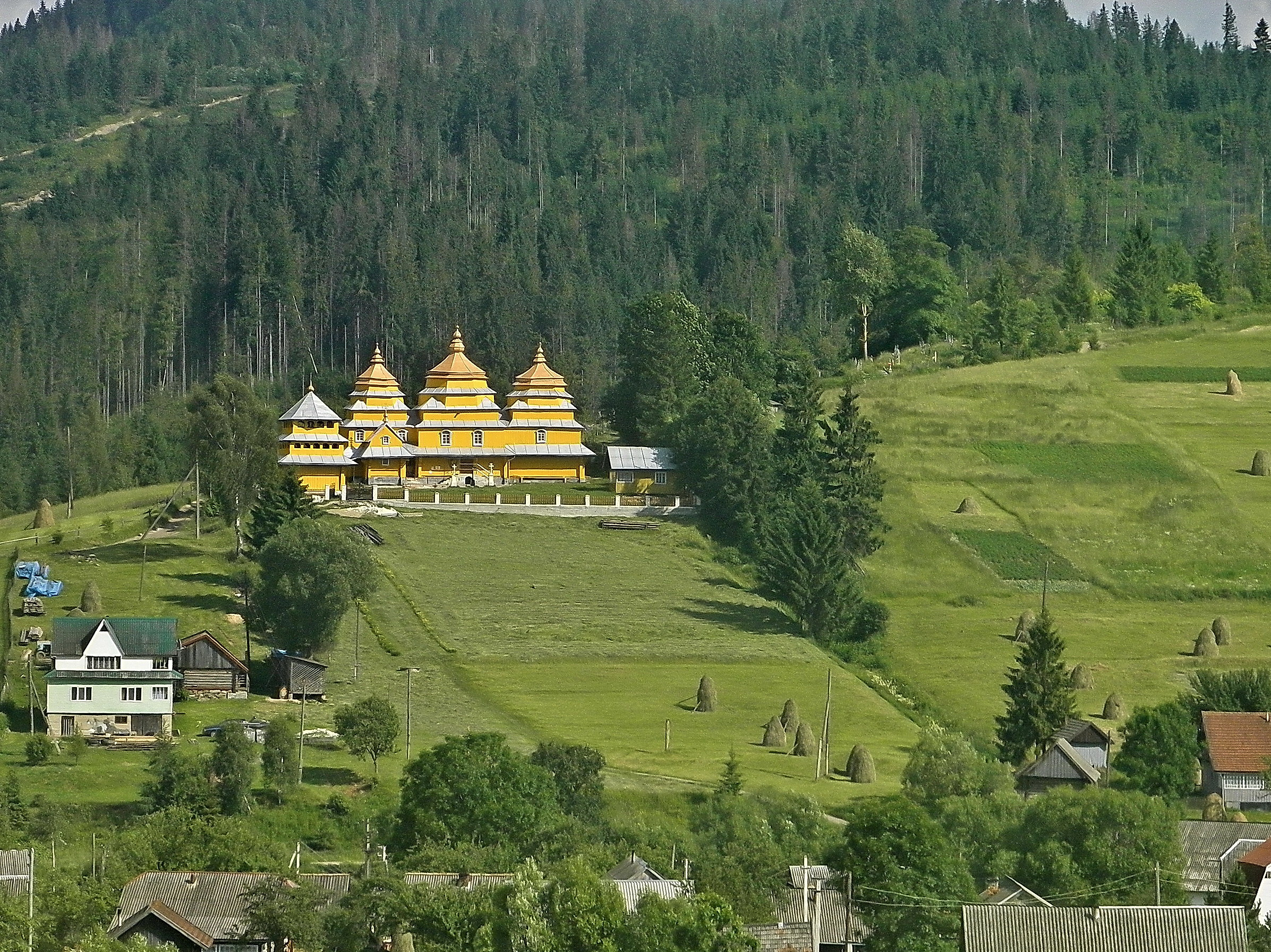

奧波雷茨（烏克蘭語：Опорець），是烏克蘭的村落，位於該國西部利沃夫州，由斯特雷區斯拉夫斯科市镇負責管轄，始建於1842年，面積22.91平方公里，海拔高度706米，2022年該村落人口960。